# Alhassane Issoufou
Alhassane Issoufou   (Niamey, 19 d'agost de 1980) és un exfutbolista de Níger de la dècada de 2000.
Fou internacional amb la selecció de futbol del Níger. Pel que fa a clubs, destacà a Africa Sports i KSC Lokeren.